# Trichomanes rhipidophyllum
Trichomanes rhipidophyllum là một loài thực vật có mạch trong họ Hymenophyllaceae. Loài này được Sloss. miêu tả khoa học đầu tiên năm 1913.